# Solomon Benedict de Worms
Pour les articles homonymes, voir Worms.
Le baron Solomon Benedict de Worms (5 février 1801 - 20 octobre 1882) est un aristocrate autrichien, propriétaire d'une plantation à Ceylan et courtier à Londres.

## Biographie

### Jeunesse
Salomon Benedict de Worms est né le 5 février 1801 à Francfort ,. Il est le fils de Benedikt Moses Worms (1769–1824) et de Schönche Jeannette Rothschild (1771–1859)  . Il a deux frères, Maurice Benedict de Worms (1805–1867) et Gabriel Benedict de Worms (1802–1881), et une sœur, Henriette Worms (1803–1879)  .
Son grand-père maternel est Mayer Amschel Rothschild (1744–1812), le fondateur de la dynastie bancaire Rothschild  et ses oncles maternels sont Amschel Mayer Rothschild (1773–1855), Salomon Mayer von Rothschild (1774–1855), Nathan Mayer Rothschild (1777–1836), Carl Mayer von Rothschild (1788–1855), James de Rothschild (1788–1855) (1792-1868), et ses tantes maternelles, Isabella Rothschild (1781-1861), Babette Rothschild (1784-1869), Julie Rothschild (1790-1815) et Henriette Rothschild (1791-1866).

### Carrière
Après avoir passé quelque temps à Londres, il s'est rendu à Ceylan pour y construire l'une des plus grandes plantations avec ses frères Maurice et Gabriel . En 1865, il revient à Londres et travaille comme courtier en valeurs mobilières.
Le 23 avril 1871, François-Joseph Ier d'Autriche (1830–1916) fait de lui le 1er baron de Worms, un titre autrichien ,. Trois ans plus tard, le 10 août 1874, la reine Victoria (1819–1901) lui permet d'utiliser son titre en Grande-Bretagne.
Il est membre à vie du Conseil de la Synagogue Unie et directeur de la Grande synagogue de Londres .

### Vie privée
Il épouse Henrietta Samuel, fille de Samuel Moses Samuel, le 11 juillet 1827  Ils ont quatre enfants: 
- George de Worms (2e baron de Worms) (en) (1829–1902).
- Anthony Mayer de Worms (1830-1864).
- Ellen Henrietta de Worms (1836-1894).
- Henry de Worms, 1er baron Pirbright (1840–1903).

Il est décédé le 20 octobre 1882.